# Kanton Montluçon-4
Der Kanton Montluçon-4 ist ein französischer Wahlkreis im Département Allier in der Region Auvergne-Rhône-Alpes. Er umfasst sechs Gemeinden und den Südwestteil der Stadt Montluçon im Arrondissement Montluçon. Durch die landesweite Neuordnung der französischen Kantone wurde er 2015 neu geschaffen. Er ersetzt größtenteils die alten Kantone Montluçon-Ouest und Montluçon-Sud.

## Gemeinden
Der Kanton besteht aus sieben Gemeinden und Gemeindeteilen mit insgesamt 15.930 Einwohnern (Stand: 1. Januar 2022) auf einer Gesamtfläche von 100,30 km²:
| Gemeinde            | Einwohner 1. Januar 2022 | Fläche km² | Dichte Einw./km² | Code INSEE | Postleitzahl |
| ------------------- | ------------------------ | ---------- | ---------------- | ---------- | ------------ |
| Lamaids             | 206                      | 8,02       | 26               | 03136      | 03380        |
| Lavault-Sainte-Anne | 1.138                    | 9,08       | 125              | 03140      | 03310        |
| Lignerolles         | 758                      | 11,81      | 64               | 03145      | 03410        |
| Montluçon           | 9.223                    | 2,91       | 3.169            | 03185      | 03100        |
| Prémilhat           | 2.513                    | 21,12      | 119              | 03211      | 03410        |
| Quinssaines         | 1.539                    | 25,37      | 61               | 03212      | 03380        |
| Teillet-Argenty     | 553                      | 21,99      | 25               | 03279      | 03410        |
| Kanton Montluçon-4  | 15.930                   | 100,30     | 159              | 0312       | –            |

1. ↑   Nur der westliche Teil der Gemeinde, der Rest verteilt sich auf die Kantone Montluçon-1, Montluçon-2 und Montluçon-3.

## Politik
| Vertreter im Départementsrat | Vertreter im Départementsrat   | Vertreter im Départementsrat |
| Amtszeit                     | Namen                          | Partei                       |
| ---------------------------- | ------------------------------ | ---------------------------- |
| 2015–2021                    | Bernard Pozzoli Juliette Werth | PS                           |
| 2021–                        | Bernard Pozzoli Juliette Werth | PS                           |